# دهستان محمدآباد (زارچ)
دهستان محمدآباد، یکی از دهستان‌های بخش مرکزی شهرستان زارچ در استان یزد ایران است. مرکز این دهستان، روستای محمدآباد است.

## جمعیت
بر پایه سرشماری عمومی نفوس و مسکن در سال ۱۳۹۵، جمعیت دهستان محمدآباد برابر با ۳٬۱۸۷ نفر بوده‌است.